# Dennstaedtiàcies
Les dennstedtiàcies (Dennstaedtiaceae) són una família de falgueres de l'ordre Polypodiales, l'única del subordre Dennstaedtiineae. Inclou unes 240 espècies, entre les quals destaca falguera aquilina, que és la falguera més abundant a nivell mundial.
Els membres d'aquesta família acostumen a tenir fulles molt dividides. Segons els estudis genètics es tracta d'un grup monofilètic. La reclassificació de la família Dennstaedtiaceae i la resta de les falgueres monilofites va ser publicada el 2006, i revisada al 2016.